# 黄地蜡
黃地蠟（英語：Carpathite）是一種非常稀有的有機礦物，由極純的蒄 (C24H12) 組成，它是一種多環芳香烴。

## 發現
該礦物於1955年首次在烏克蘭外喀爾巴阡州發現。它以喀爾巴阡山脈命名。

## 結構
黃地蠟具有與純蒄相同的晶體結構。分子是平面的並且位於大致垂直方向的兩組中。同一組中的分子平行且部分偏移，平面相距0.3463nm。這略大於石墨層的層間距離（0.335nm），遠大於分子內的C-C鍵長（約0.14nm）。這種“波紋層”結構對插層具有很強的抵抗力，這顯然解釋了礦物的純度。

## 產生
在烏克蘭發現的位置，它在閃長岩侵入空腔內硬泥岩的接觸帶產生，並與綠地蠟、無定形有機材料、方解石、重晶石、石英、硃砂和黑辰砂伴生。在斯洛伐克共和國的普雷紹夫州和俄羅斯的堪察加州也有報導。
在加利福尼亞的位置，它出現在厘米大小的礦脈中，與石英和硃砂相關（並在一定程度上同时存在），位于矽化基質中。晶體最大為10×1×1 mm。碳同位素比值和沈積物形態表明，蒄是由海洋沉積物中的有機質產生，經過熱分解、熱液輸送和化學反應提純，侵入其他礦物之後在250℃以下沉積。